# Little White River (Escambia Bay)
Little River ist der Name eines Fließgewässers bei Pensacola im US-Bundesstaat Florida. Dabei handelt es sich um einen Mündungsarm des Escambia River. Der Little River zweigt vom White River, einem Nebenarm des Escambia, ab und mäandert in westliche Richtung. Bei der Brücke des U.S. Highway 90 mündet der Fluss in die Escambia Bay.
Das Marschland zwischen Little River und dem Escambia-Hauptarm trägt den Namen Noriegas Island.